# Bragaweg

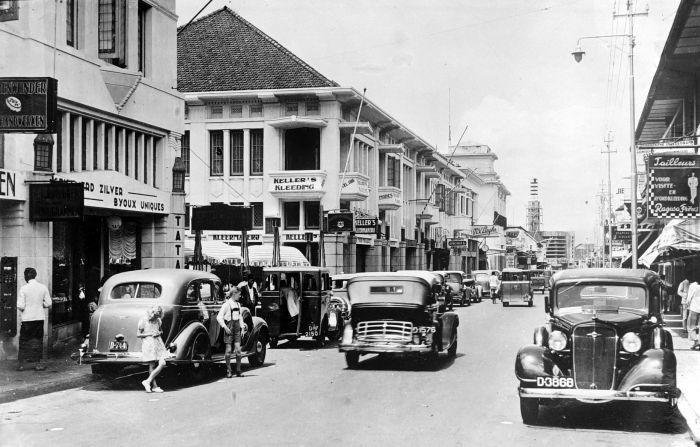
De Bragaweg, 1935-38

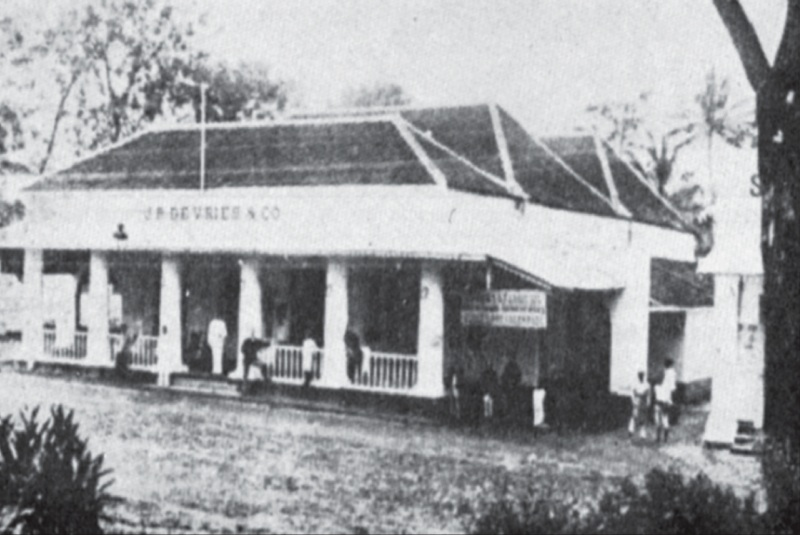
Aan de Groote Postweg tegenover de Bragaweg

De Braga is een van de oudste en bekendste straten van Bandung in Indonesië. De straat ligt in het centrum van de stad en loopt van het noorden naar het zuiden. De lengte is 700 meter. Het is een voormalige woonstraat, die oorspronkelijk Karreweg heette. Circa 1920 werd het de belangrijkste winkelstraat te Bandoeng in het toenmalige Nederlands-Indië. De huidige naam van de Bragaweg is Jalan Braga.

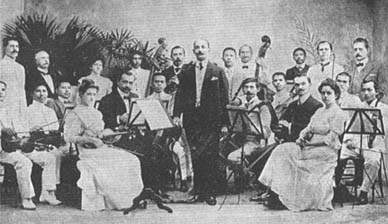
Toneelgroep Braga waar de straat naar genoemd is

De straat was onderdeel van de stadsplanning van de Nederlanders, die van Bandung de nieuwe hoofdstad wilden maken en die de straat qua bouwstijl een Europees karakter wilden geven. De architecten Albert Aalbers, Henri Maclaine Pont en Charles P. Wolff Schoemaker, wel de "top-drie" van de Nederlands-Indische architectuur genoemd, speelden hierin een vooraanstaande rol. De Bragaweg is een van de eerste integraal opgezette winkelstraten ter wereld. De weg kenmerkt zich door een art-deco-bouwstijl die goed behouden is. Veelal in twee bouwlagen, waarvan de meeste met bovenwoning. Daarnaast is er een aantal kantoorgebouwen, zoals de DENIS-Bank in oceaanstomers-stijl. Er bevond zich een groot aantal modezaken met de nieuwste mode uit Europa voor de Tweede Wereldoorlog, mede waardoor deze stad het Parijs van Java werd genoemd. Op sommige plekken is er nieuwbouw, maar doordat in Indonesië reclame op houten stellingen aan de gevel wordt aangebracht, zijn de originele gevels behouden. Tijdens de koloniale tijd was de Braga lange tijd een plek waar de elite ging winkelen en uitging.
De naam van de straat is ontleend aan de theatergroep "Braga" die op de hoek van de Grote Postweg en toen nog de Pedatiweg (Karreweg) voorstellingen hield. Deze Pedatiweg liep noordwaarts naar de woning van de assistent-resident Andries de Wilde (op deze plek staat nu het stadhuis) en is te zijner behoeve aangelegd kort na 1816. Op de hoek met deze voormalige Grote Postweg, nu Jalan Asia-Africa, bevindt zich vanaf 1895 de voormalige sociëteit Concordia (nu Gedung Merdeka) waar de Bandoeng-conferentie in 1955 werd gehouden (de oprichting van de bond van onafhankelijke staten binnen de Verenigde Naties).
Ook in het huidige Indonesië is deze straat bekend en daarom wil het gemeentebestuur het oorspronkelijke karakter restaureren (nieuwe art-deco-lantaarnpalen zijn geplaatst in 2006 en de winkelgevels zijn van overheidswege opnieuw geschilderd). Een nieuwe sierbestrating werd eind 2008 aangelegd. Enkele Indonesische liedjes (en hits) zijn aan deze straat gewijd.
Sinds enkele jaren vindt er eind december een tweedaags cultureel festival met veel nostalgie (Braga festival) plaats waarbij deze straat en omliggende straten voor autoverkeer wordt afgesloten.
In het noordelijk deel van de straat bevindt zich een nieuw zijpad met sinds 2006 een groot winkelcentrum, de Braga City Walk. Binnen dit winkelcentrum bevinden zich ook onder meer een hotel en een bioscoop. Vandaag de dag maakt de Braga deel uit van het zakencentrum van Bandung.